# Liga Boliviana de Básquetbol Femenino 2019
La Liga Boliviana de Básquetbol Femenino 2019, más conocida como "Libobasquet" será la tercera edición del torneo organizado por la Federación Boliviana de Básquetbol (FBB) para clubes de básquet femenino en el país. Inicialmente iba a disputarse el torneo de ascendo de la Liga Superior de Baloncesto con 5 clubes participantes, sin embargo tras el abandono del club UCB de Santa Cruz y de Ej-Plaza de Quillacollo se dio ascenso automaticó a 4 clubes: Libertad de Tarija, Villa Imperial de Potosí, Peñarol de Quillacollo y Spurs de Santa Cruz.
La fecha de inicio del campeonato se estableció para el 4 de octubre.
El equipo campeón representará a Bolivia en la Liga Sudamericana Femenina de Clubes 2021

## Sistema de competición
El formato de la tercera versión de la Libobasquet constaría de 2 fases. La primera de un sistema de fase de grupos donde 2 clubes clasificarán por grupo y enfrentándose en la fase de Play-offs para decidir al campeón.

## Equipos participantes
| Equipo                                    | Ciudad                  | Temp | Coliseo                  | Capacidad |
| ----------------------------------------- | ----------------------- | ---- | ------------------------ | --------- |
| Club Alemán de Oruro                      | Oruro                   | 3    | Luis Lazzo Quinteros     | -         |
| Club Atlético Ramallo Lafuente (Carl A-Z) | Oruro                   | 2    | Luis Lazzo Quinteros     | -         |
| Club Tenis de La Paz                      | La Paz                  | 2    | Polifuncional Club Tenis | -         |
| Club Deportivo Peñarol de Quillacollo     | Cochabamba, Quillacollo | 1    | Max Fernández            | -         |
| Club Spurs de Santa Cruz                  | Santa Cruz              | 1    | Gilberto Pareja          | -         |
| Club Villa Imperial de Potosí             | Potosí                  | 1    | Ciudad de Potosí         | 10.000    |
| Club Libertad de Tarija                   | Tarija                  | 1    | Guadalquivir Básquebol   | 5.000     |

- Datos desde la temporada 2016

### Entrenadores
| Listado de entrenadores | Listado de entrenadores | Listado de entrenadores      |
| Equipo                  | Fechas                  | Entrenador                   |
| ----------------------- | ----------------------- | ---------------------------- |
| Alemán                  |                         | Willman Flores               |
| Carl A-Z                | Todas                   | Marcelo Mendieta             |
| Libertad                | Todas                   | Giovanny Anton Vargas Cadima |
| Peñarol                 | Todas                   | Jorge Antonio Montes Bascope |
| Spurs                   | Todas                   | Antonio Jesús Donate Rosa    |
| Tenis                   | Todas                   | Jorge Echalar                |
| Villa Imperial          | Todas                   | Abel Álvarez                 |

### Plantillas
| Alemán (Oruro)            | Alemán (Oruro)                    | Alemán (Oruro) | Alemán (Oruro) | Alemán (Oruro) | Alemán (Oruro) | Alemán (Oruro)                    |
| Num                       | Jugador                           | Pos            | PJ             | Altura         | Ciudad Natal   | Edad                              |
| ------------------------- | --------------------------------- | -------------- | -------------- | -------------- | -------------- | --------------------------------- |
|                           | Marisel Nivia Alanes Coca         |                |                |                |                | 16 de octubre de 1990 (34 años)   |
|                           | Anahi Albornoz                    |                |                |                |                | 18 de noviembre de 1998 (26 años) |
|                           | Magdalena Bianca Aldana Maldonado |                |                |                |                | 13 de febrero de 1987 (38 años)   |
|                           | Vania Barrientos Fernández        |                |                |                |                | 27 de febrero de 1991 (34 años)   |
|                           | Scarlet Jeancarla Cámara Flores   |                |                |                |                | 29 de mayo de 2001 (23 años)      |
|                           | Dayne Carla Cruz Fajardo          |                |                |                |                | 2 de diciembre de 1996 (28 años)  |
|                           | Jessica Andrea Encinas Ureña      |                |                |                |                | 26 de diciembre de 1997 (27 años) |
|                           | Marghely Eliana Flores Ríos       |                |                |                |                | 25 de diciembre de 1995 (29 años) |
|                           | Tatiana Andrea Guzmán Arancibia   |                |                |                |                | 15 de octubre de 1990 (34 años)   |
|                           | Keyla Huayllas Cruz               |                |                |                |                | 31 de diciembre de 1993 (31 años) |
|                           | Daniela Romina Martínez Santillán |                |                |                |                | 07 de octubre de 2000 (24 años)   |
|                           | María Del Rosario Massud Torrico  |                |                |                |                | 3 de agosto de 2000 (24 años)     |
|                           | Jhoana Murillo Rivero             |                |                |                |                | 25 de febrero de 2002 (23 años)   |
|                           | Melissa Inés Oleaga Jorrin        |                |                |                |                | 24 de octubre de 1998 (26 años)   |
|                           | Nayeli Norma Saavedra Urena       |                |                |                |                | 24 de marzo de 2002 (23 años)     |
|                           | Jormelys Angélica Urbina Manrique |                |                |                |                | 9 de julio de 1996 (28 años)      |
|                           | Nancy Andrea Urena Díaz           |                |                |                |                | 4 de noviembre de 1979 (45 años)  |
| Entrenador: Wilman Flores |                                   |                |                |                |                |                                   |

| Carl A-Z (Oruro)             | Carl A-Z (Oruro)               | Carl A-Z (Oruro) | Carl A-Z (Oruro) | Carl A-Z (Oruro) | Carl A-Z (Oruro) | Carl A-Z (Oruro)                |
| Num                          | Jugador                        | Pos              | PJ               | Altura           | Ciudad Natal     | Edad                            |
| ---------------------------- | ------------------------------ | ---------------- | ---------------- | ---------------- | ---------------- | ------------------------------- |
| 0                            | Brielle Sunni Leeann Blaire    | A                | 8                | 1,85 m (6′ 1″)   | Salisbury, NC    | 18 de octubre de 1995 (29 años) |
| 1                            | Tatiana Evelin Cayoja Quispe   |                  | 5                |                  |                  | 10 de octubre de 1997 (27 años) |
| 5                            | Leila Ximena Huchani Quisbert  |                  | 4                |                  |                  |                                 |
| 7                            | Nicole Kimberly Rojas Irigoyen | E                | 8                |                  | Cochabamba       | 29 de mayo de 1994 (30 años)    |
| 8                            | Romina Mariel Soliz Villca     |                  | 2                |                  |                  | 01 de agosto de 1999 (25 años)  |
| 9                            | Romina Isabel Rodríguez Torrez | B                | 8                | 1,67 m (5′ 6″)   | Oruro            | 25 de enero de 1992 (33 años)   |
| 11                           | Ashley Nneka Ezeh              | AP, P            | 7                | 1,91 m (6′ 3″)   | Houston, TX      | 21 de junio de 1992 (32 años)   |
| 13                           | María Cristina Olguin Pol      | A                | 8                | 1,76 m (5′ 9″)   | Cochabamba       | 22 de octubre de 1991 (33 años) |
| 14                           | Nil Chelsea Saravia Yapura     |                  | 3                |                  |                  | 13 de marzo de 2000 (25 años)   |
| 15                           | Ruth Karina Villca Yucra       |                  | 3                |                  |                  | 13 de junio de 1998 (26 años)   |
| 19                           | Elizabeth Mamani Manuel        |                  | 5                |                  |                  | 19 de julio de 1996 (28 años)   |
| 23                           | Luz Daniela Villca Yucra       |                  | 4                |                  |                  | 18 de mayo de 2000 (24 años)    |
| 77                           | María René Carmona Soliz       | AP, P            | 8                | 1,80 m (5′ 11″)  | Cochabamba       | 26 de mayo de 1995 (29 años)    |
|                              | Carla Wendy Ramallo Jiménez    |                  | 0                |                  |                  | 5 de marzo de 1991 (34 años)    |
| Entrenador: Marcelo Mendieta |                                |                  |                  |                  |                  |                                 |

| Libertad (Tarija)                        | Libertad (Tarija)                  | Libertad (Tarija) | Libertad (Tarija) | Libertad (Tarija) | Libertad (Tarija) | Libertad (Tarija)                 |
| Num                                      | Jugador                            | Pos               | PJ                | Altura            | Ciudad Natal      | Edad                              |
| ---------------------------------------- | ---------------------------------- | ----------------- | ----------------- | ----------------- | ----------------- | --------------------------------- |
| 5                                        | Marcyn Irashema Flores Carvallo    | B                 | 6                 | 1,75 m (5′ 9″)    |                   | 9 de abril de 1998 (26 años)      |
| 6                                        | Jeanine Leticia Vargas Galarza     | B, A              | 5                 | 1,65 m (5′ 5″)    |                   | 27 de octubre de 2004 (20 años)   |
| 7                                        | Mary Isabel Chumacero Tejerina     | A                 | 5                 | 1,70 m (5′ 7″)    |                   | 1 de enero de 1998 (27 años)      |
| 9                                        | Kimberly Mildred Antezana Rocabado | AP                | 6                 | 1,75 m (5′ 9″)    |                   | 11 de abril de 1995 (29 años)     |
| 10                                       | Danitza Guerrero Gonzales          | B, A              | 6                 | 1,63 m (5′ 4″)    |                   | 2 de febrero de 1999 (26 años)    |
| 12                                       | Luciana Castellon Márquez          | P                 | 3                 | 1,80 m (5′ 11″)   |                   | 27 de abril de 1999 (25 años)     |
| 13                                       | Esther Galit Pacheco Gandarillas   | AP, P             | 6                 | 1,83 m (6′ 0″)    | Tarija            | 10 de octubre de 1981 (43 años)   |
| 14                                       | Carolina Magali Maiques            |                   | 3                 |                   |                   | 10 de junio de 1997 (27 años)     |
| 15                                       | Yaquelin Yovana Mamani Aramayo     |                   | 1                 |                   |                   | 22 de febrero de 1998 (27 años)   |
| 16                                       | Salma Consuelo Torres Mérida       | B                 | 4                 | 1,60 m (5′ 3″)    |                   | 7 de junio de 1982 (42 años)      |
| 17                                       | Yoany Bejarano Jiménez             | P                 | 6                 | 1,65 m (5′ 5″)    |                   | 1 de diciembre de 1984 (40 años)  |
| 20                                       | Nohelia Estefanía Colina           | B, A              | 6                 | 1,72 m (5′ 8″)    |                   | 28 de febrero de 1991 (34 años)   |
| 44                                       | Vanessa Lizeth Arroyo Fernández    |                   | 3                 |                   |                   | 27 de diciembre de 2003 (21 años) |
| 77                                       | Belén Romina Moreira               |                   | 1                 |                   |                   |                                   |
|                                          | Ana Patricia Cuenca Castillo       |                   | 0                 |                   |                   | 29 de junio de 1996 (28 años)     |
|                                          | Carolina Martínez Aldana           |                   | 0                 |                   |                   | 16 de marzo de 1994 (31 años)     |
|                                          | Carola Lizbeth Rodriguez Lopez     |                   | 0                 |                   |                   | 2 de julio de 1999 (25 años)      |
|                                          | Selena Subelza Zenteno             |                   | 0                 |                   |                   | 21 de noviembre de 2001 (23 años) |
| Entrenador: Giovanny Anton Vargas Cadima |                                    |                   |                   |                   |                   |                                   |

| Peñarol (Quillacollo)                    | Peñarol (Quillacollo)                  | Peñarol (Quillacollo) | Peñarol (Quillacollo) | Peñarol (Quillacollo) | Peñarol (Quillacollo) | Peñarol (Quillacollo)              |
| Num                                      | Jugador                                | Pos                   | PJ                    | Altura                | Ciudad Natal          | Edad                               |
| ---------------------------------------- | -------------------------------------- | --------------------- | --------------------- | --------------------- | --------------------- | ---------------------------------- |
| 1                                        | Maite Veronica Teran Veizaga           |                       | 6                     |                       |                       | 29 de septiembre de 1982 (42 años) |
| 4                                        | Damaris Danilyn Villarroel Gonzales    |                       | 6                     |                       |                       | 12 de julio de 1995 (29 años)      |
| 5                                        | Eylen Jhuliana Mercado Ontiveros       |                       | 6                     |                       |                       | 17 de mayo de 2000 (24 años)       |
| 6                                        | Vivian Sthefany Iriarte Quiroz         |                       | 3                     |                       |                       | 2 de mayo de 1996 (28 años)        |
| 7                                        | Daniela Magdiel Soria Muriel           |                       | 3                     |                       |                       | 4 de diciembre de 1992 (32 años)   |
| 10                                       | Heidy Katterine Camacho Maldonado      |                       | 3                     |                       |                       | 8 de septiembre de 1979 (45 años)  |
| 11                                       | Fátima Andrea Carrasco Aguirre         |                       | 5                     |                       |                       | 25 de septiembre de 1995 (29 años) |
| 13                                       | Maribel Quiroz Mérida                  |                       | 1                     |                       |                       | 1 de enero de 1990 (35 años)       |
| 14                                       | Johanna Fernández Aparicio             |                       | 3                     |                       |                       | 4 de octubre de 1994 (30 años)     |
| 15                                       | Yesica Magaly Sevilla Obando           |                       | 1                     |                       |                       | 23 de noviembre de 1992 (32 años)  |
| 18                                       | Elizabeth Medina Aguirre               |                       | 6                     |                       |                       | 1 de abril de 1995 (29 años)       |
| 22                                       | Carolina Cecilia Zeitune Mecca         | A                     | 5                     |                       |                       |                                    |
| 23                                       | María Verónica Ontiveros Enríquez      |                       | 0                     |                       |                       | 2 de febrero de 1980 (45 años)     |
| 24                                       | Ana Rosa Mamani Huaygua                |                       | 3                     |                       |                       | 12 de agosto de 1988 (36 años)     |
| 50                                       | Julieta Tell                           | B                     | 5                     | 1,72 m (5′ 8″)        |                       |                                    |
| 66                                       | Diana Calvi Soliz                      |                       | 1                     |                       |                       | 24 de octubre de 1998 (26 años)    |
| 88                                       | Britania Elena Gonzales Prada Carballo |                       | 1                     |                       |                       | 7 de febrero de 2002 (23 años)     |
|                                          | Adriana Mancilla Terceros              |                       |                       |                       |                       | 1 de enero de 1995 (30 años)       |
|                                          | Erika Rocío Soria Muriel               |                       |                       |                       |                       | 18 de abril de 2001 (23 años)      |
|                                          | Vaneska Alejandra Vila Perez           |                       |                       |                       |                       | 16 de enero de 1997 (28 años)      |
| Entrenador: Jorge Antonio Montes Bascope |                                        |                       |                       |                       |                       |                                    |

| Spurs (Santa Cruz)                    | Spurs (Santa Cruz)              | Spurs (Santa Cruz) | Spurs (Santa Cruz) | Spurs (Santa Cruz) | Spurs (Santa Cruz) | Spurs (Santa Cruz)                 |
| Num                                   | Jugador                         | Pos                | PJ                 | Altura             | Ciudad Natal       | Edad                               |
| ------------------------------------- | ------------------------------- | ------------------ | ------------------ | ------------------ | ------------------ | ---------------------------------- |
| 5                                     | Andrea Márquez Aparicio         |                    | 4                  |                    |                    | 14 de septiembre de 1988 (36 años) |
| 6                                     | Silvana Yesica Tejeda Vargas    |                    | 4                  |                    |                    | 28 de junio de 1981 (43 años)      |
| 8                                     | Kathia Axana Romero Soria       |                    | 5                  |                    |                    | 8 de marzo de 1981 (44 años)       |
| 9                                     | Mayte Zamorano Cardona          |                    | 2                  |                    |                    | 5 de enero de 1981 (44 años)       |
| 10                                    | Ana Daniela Orquera Echeverría  |                    | 5                  |                    |                    | 2 de diciembre de 1986 (38 años)   |
| 11                                    | Noemi Elisa Vargas Terceros     |                    | 5                  |                    |                    | 2 de junio de 1989 (35 años)       |
| 12                                    | Natalia Orquera Echeverría      |                    | 3                  |                    |                    | 10 de octubre de 1981 (43 años)    |
| 13                                    | Ana Raquel Paz Mendoza          |                    | 5                  |                    |                    | 26 de junio de 1981 (43 años)      |
| 14                                    | Mirian Raquel Justiniano Claros |                    | 5                  | 1,73 m (5′ 8″)     | Santa Cruz         | 21 de mayo de 1991 (33 años)       |
| 15                                    | Geovanna Quintanilla Vidal      |                    | 4                  |                    |                    | 15 de diciembre de 1989 (35 años)  |
| 16                                    | Jessica Fabiana Rueda Fernández |                    | 2                  |                    |                    | 14 de noviembre de 2001 (23 años)  |
| 17                                    | Valentina Parra Espinato        |                    | 0                  |                    |                    | 27 de julio de 1998 (26 años)      |
| 20                                    | Karen Espinoza                  |                    | 0                  |                    |                    | 17 de febrero de 2002 (23 años)    |
| 23                                    | Tylinn Denasia Carter           | A                  | 3                  | 1,85 m (6′ 1″)     | San Diego, CA      | 23 de enero de 1995 (30 años)      |
| 33                                    | Angélica Molina Campos          | B                  | 3                  | 1,60 m (5′ 3″)     |                    | 13 de junio de 1993 (31 años)      |
|                                       | Camila Belen Scherr Lopez       |                    |                    |                    |                    | 7 de septiembre de 2005 (19 años)  |
|                                       | Laura Karen Florida López       |                    |                    |                    |                    | 22 de diciembre de 1982 (42 años)  |
| Entrenador: Antonio Jesús Donate Rosa |                                 |                    |                    |                    |                    |                                    |

| Tenis (La Paz)            | Tenis (La Paz)                   | Tenis (La Paz) | Tenis (La Paz) | Tenis (La Paz) | Tenis (La Paz) | Tenis (La Paz)                     |
| Num                       | Jugador                          | Pos            | PJ             | Altura         | Ciudad Natal   | Edad                               |
| ------------------------- | -------------------------------- | -------------- | -------------- | -------------- | -------------- | ---------------------------------- |
| 1                         | Scarlet Joana Garcia Luna        |                | 4              |                |                | 1 de diciembre de 1992 (32 años)   |
| 2                         | Leyda Susana Macias Burgos       |                | 6              |                |                | 3 de noviembre de 1983 (41 años)   |
| 5                         | Susana Paola Flores Pacheco      |                | 5              |                | La Paz         | 23 de septiembre de 1988 (36 años) |
| 7                         | Zuleira Aties Issac              | AP, P          | 4              | 1,90 m (6′ 3″) |                | 9 de octubre de 1980 (44 años)     |
| 8                         | Camila Pardo Gonzales            |                | 5              |                | La Paz         | 25 de julio de 1996 (28 años)      |
| 9                         | Sthepany Belen Lujan Saavedra    |                | 6              |                |                | 13 de febrero de 1994 (31 años)    |
| 11                        | Mayra Fernanda Ruiz Porras       |                | 3              |                |                | 13 de enero de 1994 (31 años)      |
| 12                        | Lucía Calderón Iturricha         |                | 3              |                |                | 24 de octubre de 2000 (24 años)    |
| 13                        | María Paula Urquiola Marco       |                | 6              |                |                | 30 de junio de 1987 (37 años)      |
| 15                        | Nicole Maria Franco Saavedra     |                | 2              |                |                | 2 de enero de 1995 (30 años)       |
| 18                        | Andrea Micaela Viscarra Melgar   |                | 1              |                |                | 18 de septiembre de 1999 (25 años) |
| 34                        | Tatiana Castro Conceicao         | P              | 6              | 1,85 m (6′ 1″) |                |                                    |
| 35                        | Wendy Fabiola Poma Rocha         |                | 2              |                |                | 11 de octubre de 2001 (23 años)    |
| 44                        | Wara Del Pilar Echeverría Rocha  |                | 1              |                |                | 18 de junio de 2003 (21 años)      |
|                           | Paola Cindy Clavel Lopez         |                |                |                |                | 13 de septiembre de 1998 (26 años) |
|                           | Lenny Andrea Cortez Miranda      |                |                |                |                | 29 de abril de 1979 (45 años)      |
|                           | Micaela Gómez Webber             |                |                |                |                | 26 de enero de 2001 (24 años)      |
|                           | Andrea Sthepanie Quelca Zambrana |                |                |                |                | 5 de mayo de 1992 (32 años)        |
|                           | Gale Zuazo Fernández             |                |                |                |                | 18 de noviembre de 1978 (46 años)  |
| Entrenador: Jorge Echalar |                                  |                |                |                |                |                                    |

| Villa Imperial (Potosí)  | Villa Imperial (Potosí)         | Villa Imperial (Potosí) | Villa Imperial (Potosí) | Villa Imperial (Potosí) | Villa Imperial (Potosí) | Villa Imperial (Potosí)          |
| Num                      | Jugador                         | Pos                     | PJ                      | Altura                  | Ciudad Natal            | Edad                             |
| ------------------------ | ------------------------------- | ----------------------- | ----------------------- | ----------------------- | ----------------------- | -------------------------------- |
| 5                        | Yhuliana Daysi Hinojosa Rojas   |                         | 3                       |                         |                         | 24 de abril de 2003 (21 años)    |
| 6                        | Bernardina Isabel Bruno Meneces |                         | 5                       |                         |                         | 5 de febrero de 1994 (31 años)   |
| 9                        | Vania Cecilia Velásquez Manzano |                         | 4                       |                         |                         | 2 de enero de 1995 (30 años)     |
| 10                       | Vania Erika Vargas Zeballos     |                         | 5                       |                         |                         | 12 de abril de 1994 (30 años)    |
| 11                       | Melani Sulmar Andia Cardenas    |                         | 1                       |                         |                         | 7 de diciembre de 1999 (25 años) |
| 13                       | Abril Luciana Ramírez García    | E                       | 5                       | 1,67 m (5′ 6″)          |                         | 15 de enero de 2000 (25 años)    |
| 14                       | Paula Ramos                     | P                       | 5                       |                         |                         | 8 de enero de 1993 (32 años)     |
| 15                       | Patricia Reyes Arancibia        |                         | 1                       |                         |                         | 27 de enero de 2002 (23 años)    |
| 20                       | Beatriz Vacaflores Gómez        |                         | 3                       |                         |                         | 16 de enero de 1982 (43 años)    |
| 22                       | Carla Castillo Grimaldis        |                         | 5                       |                         |                         |                                  |
| 23                       | Monserhat Roxana Salas Rollano  |                         | 5                       |                         |                         | 25 de abril de 1997 (27 años)    |
| 25                       | Blanca Adriana Tirado Camargo   |                         | 2                       |                         |                         | 1 de noviembre de 2002 (22 años) |
| 33                       | Nwagbarahocha Vhasti Hill       |                         | 5                       |                         |                         | 2 de marzo de 1997 (28 años)     |
| 55                       | Cinthia Karen Garnica Quispe    |                         | 2                       |                         |                         | 10 de julio de 1992 (32 años)    |
|                          | Julia Cristina Gómez Serrano    |                         |                         |                         |                         | 22 de agosto de 1989 (35 años)   |
| Entrenador: Abel Álvarez |                                 |                         |                         |                         |                         |                                  |

- Datos de la página oficial de FIBA y la Federación Boliviana de Básquetbol.

## Fase regular
Se conformaron los 2 grupos para la primera fase.
A medio torneo en la fase regular debido a los conflictos electorales en Bolivia y por ende la modificación del reglamento, el club Alemán decidió retirarse de la actual versión de la Libobásquet sin sufrir ninguna sanción por tratarse de un caso especial.

### Grupo A
| Equipo                | PJ | PG | PP | CF  | CC  | DIF  | Pts |
| --------------------- | -- | -- | -- | --- | --- | ---- | --- |
| Carl A-Z (Oruro)      | 6  | 6  | 0  | 502 | 322 | +180 | 12  |
| Libertad (Tarija)     | 6  | 3  | 3  | 298 | 300 | -2   | 9   |
| Peñarol (Quillacollo) | 6  | 2  | 4  | 317 | 389 | -72  | 8   |
| Spurs (Santa Cruz)    | 6  | 1  | 5  | 277 | 383 | -106 | 7   |

- Actualizada 7/12/19 - 15:10
- Tabla realizada con la app "Mis Torneos".

|  |                               |
|  | Clasificados a los Play-offs. |

| Peñarol  | 49 - 64 | Spurs    | Max Fernández        | 4 de octubre | 21:00 |
| Carl A-Z | 72 - 52 | Libertad | Luis Lazzo Quinteros | 5 de octubre | 20:00 |

| Carl A-Z | 84 - 53 | Spurs   | Luis Lazzo Quinteros    | 12 de octubre | 20:00 |
| Libertad | 48 - 50 | Peñarol | Guadalquivir Básquetbol | 12 de octubre | 20:00 |

| Spurs   | 64 - 66 | Libertad | Gilberto Pareja | 18 de octubre | 20:30 |
| Peñarol | 49 - 74 | Carl A-Z | Max Fernández   | 18 de octubre | 21:00 |

| Libertad | 63 - 78 | Carl A-Z | Guadalquivir Básquetbol | 27 de noviembre | 20:00 |
| Spurs    | 56 - 68 | Peñarol  | Gilberto Pareja         | 27 de noviembre | 20:30 |

| Peñarol | 36 - 49 | Libertad | Max Fernández   | 29 de noviembre | 21:00 |
| Spurs   | 40 - 96 | Carl A-Z | Gilberto Pareja | 30 de noviembre | 20:30 |

| Carl A-Z | 98 - 65 | Peñarol | Luis Lazzo Quinteros    | 6 de diciembre | 20:00 |
| Libertad | 20 - 0  | Spurs   | Guadalquivir Básquetbol | 7 de diciembre | 13:00 |

### Grupo B
| Equipo                  | PJ | PG | PP | CF  | CC  | DIF | Pts |
| ----------------------- | -- | -- | -- | --- | --- | --- | --- |
| Tenis (La Paz)          | 4  | 3  | 1  | 311 | 292 | +19 | 7   |
| Villa Imperial (Potosí) | 4  | 1  | 3  | 292 | 311 | -19 | 5   |
| Alemán (Oruro)          | -  | -  | -  | -   | -   | -   | -   |

- - Actualizada 7/12/19 - 23:33
- Tabla realizada con la app "Mis Torneos".

|  |                               |
|  | Clasificados a los Play-offs. |

| Villa Imperial | 64 - 91 | Tenis | Ciudad de Potosí | 29 de noviembre | 20:00 |

| Villa Imperial | 84 - 95 | Tenis | Ciudad de Potosí | 30 de noviembre | 20:00 |

| Tenis | 70 - 67 | Villa Imperial | Julio Borelli Viteritto | 6 de diciembre | 20:00 |

| Tenis | 55 - 77 | Villa Imperial | Julio Borelli Viteritto | 7 de diciembre | 20:00 |

## Play-offs
La Fase final de Play-offs se principio iba a jugarse al mejor de 3 partidos, sin embargo con la modificación del reglamento se eligió partido único tanto para las semifinales como la final.
|  | Semifinales          | Semifinales          | Semifinales          |       |    | Final           | Final           | Final           |  |
|  | 11 - 12 de diciembre | 11 - 12 de diciembre | 11 - 12 de diciembre |       |    | 14 de diciembre | 14 de diciembre | 14 de diciembre |  |
|  |                      |                      |                      |       |    |                 |                 |                 |  |
|  |                      |                      |                      |       |    |                 |                 |                 |  |
|  | 1A                   | Carl A-Z             | 90                   |       |    |                 |                 |                 |  |
|  | 1A                   | Carl A-Z             | 90                   |       |    |                 |                 |                 |  |
|  | 2B                   | Villa Imperial       | 60                   |       |    |                 |                 |                 |  |
|  | 2B                   | Villa Imperial       | 60                   |       | 1A | Carl A-Z        | 77              |                 |  |
|  |                      |                      |                      |       | 1A | Carl A-Z        | 77              |                 |  |
|  |                      |                      | 1B                   | Tenis | 62 |                 |                 |                 |  |
|  | 1B                   | Tenis                | 1B                   | Tenis | 62 | 66              |                 |                 |  |
|  | 1B                   | Tenis                |                      |       |    | 66              |                 |                 |  |
|  | 2A                   | Libertad             | 43                   |       |    |                 |                 |                 |  |
|  | 2A                   | Libertad             | 43                   |       |    |                 |                 |                 |  |
|  |                      |                      |                      |       |    |                 |                 |                 |  |

- Carl A-Z obtiene la localía en la final por lograr una mejor diferencia en su semifinal.

### Semifinales
Tenis vs Libertad
| 11 de diciembre, 20:00 | Tenis                                                        | 66–43                | Libertad                                                                  | La Paz                                                                                         |  |
|                        | Parciales: 16-8, 18-11, 16-15, 16-9                          |                      |                                                                           |                                                                                                |  |
|                        | Estadísticas Zuleira Aties 15 Camila Pardo 14 Camila Pardo 8 | Reporte Pts Reb Asts | Estadísticas 12 Nohelia Estefanía 8 Nohelia Estefanía 2 Nohelia Estefanía | Pabellón: Julio Borelli Viteritto Árbitros: * Daniel Vega * Ariel Almendras * Verónica Nicolás |  |

Carl A-Z vs Villa Imperial
| 12 de diciembre, 20:00 | Carl A-Z                                                                  | 90–60                | Villa Imperial                                                               | Oruro                                                                                       |  |
|                        | Parciales: 19-20, 16-10, 17-12, 38-18                                     |                      |                                                                              |                                                                                             |  |
|                        | Estadísticas Romina Rodriguez 27 Maria Rene Carmona 10 Romina Rodríguez 5 | Reporte Pts Reb Asts | Estadísticas 14 Nwagnarahocha Vhasti 13 Nwagnarahocha Vhasti 4 Abril Ramírez | Pabellón: Luis Lazzo Quinteros Árbitros: * Jhonny Zambrana * Rodrigo Foronda * Elvia Ticlla |  |

### Final
Carl A-Z vs Tenis
| 14 de diciembre, 20:00 | Carl A-Z                                                              | 77–62                | Tenis                                                           | Oruro                                                                                       |  |
|                        | Parciales: 22-6, 7-17, 24-23, 24-16                                   |                      |                                                                 |                                                                                             |  |
|                        | Estadísticas Romina Rodriguez 16 Brielle Leeann 17 Romina Rodríguez 6 | Reporte Pts Reb Asts | Estadísticas 20 Zuleira Aties 14 Zuleira Aties 4 Stephany Lujan | Pabellón: Luis Lazzo Quinteros Árbitros: * Jasmmany Choque * Ariel Almendras * Elvia Ticlla |  |

## Plantilla del equipo campeón
| Carl A-Z (Oruro)             | Carl A-Z (Oruro)               | Carl A-Z (Oruro) | Carl A-Z (Oruro) | Carl A-Z (Oruro) | Carl A-Z (Oruro) | Carl A-Z (Oruro)                |
| Num                          | Jugador                        | Pos              | PJ               | Altura           | Ciudad Natal     | Edad                            |
| ---------------------------- | ------------------------------ | ---------------- | ---------------- | ---------------- | ---------------- | ------------------------------- |
| 0                            | Brielle Sunni Leeann Blaire    |                  | 8                |                  |                  | 18 de octubre de 1995 (29 años) |
| 1                            | Tatiana Evelin Cayoja Quispe   |                  | 5                |                  |                  | 10 de octubre de 1997 (27 años) |
| 5                            | Leila Ximena Huchani Quisbert  |                  | 4                |                  |                  |                                 |
| 7                            | Nicole Kimberly Rojas Irigoyen | E                | 8                |                  | Cochabamba       | 29 de mayo de 1994 (30 años)    |
| 8                            | Romina Mariel Soliz Villca     |                  | 2                |                  |                  | 01 de agosto de 1999 (25 años)  |
| 9                            | Romina Isabel Rodríguez Torrez | B                | 8                | 1,67 m (5′ 6″)   | Oruro            | 25 de enero de 1992 (33 años)   |
| 11                           | Ashley Nneka Ezeh              |                  | 7                |                  |                  | 21 de junio de 1992 (32 años)   |
| 13                           | María Cristina Olguin Pol      | A                | 8                | 1,76 m (5′ 9″)   | Cochabamba       | 22 de octubre de 1991 (33 años) |
| 14                           | Nil Chelsea Saravia Yapura     |                  | 3                |                  |                  | 13 de marzo de 2000 (25 años)   |
| 15                           | Ruth Karina Villca Yucra       |                  | 3                |                  |                  | 13 de junio de 1998 (26 años)   |
| 19                           | Elizabeth Mamani Manuel        |                  | 5                |                  |                  | 19 de julio de 1996 (28 años)   |
| 23                           | Luz Daniela Villca Yucra       |                  | 4                |                  |                  | 18 de mayo de 2000 (24 años)    |
| 77                           | María René Carmona Soliz       | AP, P            | 8                | 1,80 m (5′ 11″)  | Cochabamba       | 26 de mayo de 1995 (29 años)    |
|                              | Carla Wendy Ramallo Jiménez    |                  | 0                |                  |                  | 5 de marzo de 1991 (34 años)    |
| Entrenador: Marcelo Mendieta |                                |                  |                  |                  |                  |                                 |